# Fudbalski Klub Rabotnički 2013-2014

## Rosa
| N. |                               | Ruolo | Calciatore        |
| -- | ----------------------------- | ----- | ----------------- |
| 1  | Serbia (bandiera)             | P     | Zlatko Zečević    |
| 4  | Macedonia del Nord (bandiera) | D     | Dino Najdoski     |
| 5  | Corea del Sud (bandiera)      | D     | Chang-Jong Lim    |
| 7  | Macedonia del Nord (bandiera) | C     | Blaže Todorovski  |
| 8  | Macedonia del Nord (bandiera) | A     | Krste Velkoski    |
| 10 | Macedonia del Nord (bandiera) | A     | Borče Manevski    |
| 11 | Macedonia del Nord (bandiera) | C     | Goran Siljanovski |
| 12 | Macedonia del Nord (bandiera) | P     | Damjan Šiškovski  |
| 14 | Macedonia del Nord (bandiera) | C     | Darko Velkoski    |
| 15 | Macedonia del Nord (bandiera) | C     | Kire Markoski     |
| 16 | Macedonia del Nord (bandiera) | C     | Taulant Seferi    |

| N. |                               | Ruolo | Calciatore         |
| -- | ----------------------------- | ----- | ------------------ |
| 17 | Macedonia del Nord (bandiera) | C     | Milovan Petrović   |
| 19 | Macedonia del Nord (bandiera) | D     | Aleksandar Milušev |
| 22 | Macedonia del Nord (bandiera) | C     | Muhamed Useini     |
| 23 | Macedonia del Nord (bandiera) | A     | Demir Imeri        |
| 24 | Macedonia del Nord (bandiera) | C     | Duško Trajčevski   |
| 26 | Macedonia del Nord (bandiera) | D     | Gjoko Zajkov       |
| 27 | Macedonia del Nord (bandiera) | D     | Milan Ilievski     |
|    | Macedonia del Nord (bandiera) | P     | Nikolče Aleksovski |
|    | Macedonia del Nord (bandiera) | D     | Filip Gligorov     |
|    | Macedonia del Nord (bandiera) | C     | Filip Duranski     |
|    | Macedonia del Nord (bandiera) | C     | Goran Todorčev     |